# Desfontainesia barrei
Desfontainesia barrei är en skalbaggsart som beskrevs av Alexis och Delpont 1999. Desfontainesia barrei ingår i släktet Desfontainesia och familjen Cetoniidae. Inga underarter finns listade i Catalogue of Life.